# Bacdafucup Part II
Bacdafucup Part II es el cuarto álbum del grupo de rap Onyx, editado en 2002.

## Lista de canciones
1. "What's Onyx" - 2:57
2. "Bring 'Em out Dead" - 3:44
3. "Slam Harder" - 4:38
4. "Hold Up" - 4:03
5. "Bang 2 Dis" - 4:06
6. "Gangsta" - 4:19
7. "Hood Beef - 3:40
8. "Big Trucks" - 4:58
9. "Clap and Rob 'Em" - 3:15
10. "Onyx Is Back" - 3:32
11. "Feel Me" - 5:32
12. "Wet the Club" - 4:14

- Datos: Q1939055